# Urbancrest (Ohio)
Pour les articles homonymes, voir Urbancrest.
Urbancrest est un village américain situé dans le comté de Franklin, dans l’Ohio. Selon le recensement de 2020, sa population est de 1 031 habitants.